# Khartoum (stat)
Khartoum (arabisk: الخرطوم; oversat: al-Kharţūm) er en af Sudans 15 delstater (wilayat). Den administrative hovedby er Khartoum, tillige landets hovedstad. En stor del af delstatens befolkning bor i Khartoums storbyområde, hvilket blandt andet omfatter de store byer Omdurman og Khartoum Bahri. Befolkningen udgjorde 5.274.321 indbyggere ved folketællingen 2008, på et areal på 22.142 km2.

## Administrativ inddeling
Delstaten er inddelt i syv mahaliyya:
1. Bahri
2. Jabel Awliya
3. Karari
4. Khartoum
5. Omdurman
6. Oumbada
7. Sharg al-Neel